# Campionati asiatici di badminton 1994
I Campionati asiatici di badminton 1994 si sono svolti a Shanghai, in Cina. È stata la 13ª edizione del torneo, organizzato dalla Badminton Asia.

## Podi
| Evento              | Oro                     | Argento                   | Bronzo                     |
| Singolare maschile  | Foo Kok Keong           | Liu Jun                   | Park Sung-woo              |
| Singolare maschile  | Foo Kok Keong           | Liu Jun                   | Marleve Mainaky            |
| Singolare femminile | Ye Zhaoying             | Liu Yuhong                | Sun Jian                   |
| Singolare femminile | Ye Zhaoying             | Liu Yuhong                | Kim Ji-hyun                |
| Doppio maschile     | Chen Kang Chen Hongyong | Tan Kim Her Yap Kim Hock  | Huang Zhanzhong Jiang Xin  |
| Doppio maschile     | Chen Kang Chen Hongyong | Tan Kim Her Yap Kim Hock  | Jalani Sidek Razif Sidek   |
| Doppio femminile    | Ge Fei Gu Jun           | Chen Ying Wu Yuhong       | Peng Xinyong Zhang Jin     |
| Doppio femminile    | Ge Fei Gu Jun           | Chen Ying Wu Yuhong       | Jang Hye-ock Shim Eun-jung |
| Doppio misto        | Chen Xingdong Sun Man   | Wang Xiaoyuan Liu Jianjun | Sandiarto Sri Untari       |
| Doppio misto        | Chen Xingdong Sun Man   | Wang Xiaoyuan Liu Jianjun | Yoo Yong-sung Jang Hye-ock |